# Simon Trpczeski
Simon Trpczewski (mac. Симон Трпчески ur. 18 września 1979 w Skopju) – macedoński klasyczny pianista.
W 2002 ukończył studia muzyczne na Uniwersytecie Cyryla i Metodego w Skopju (klasa prof. Borisa Romanowa).
W 2000 zdobył drugą nagrodę na konkursie pianistycznym Millennium World Piano Competition w Londynie.

## Odznaczenia
- Order Zasługi Republiki Macedonii (2009)[1]